# Elektrownia jądrowa Flamanville

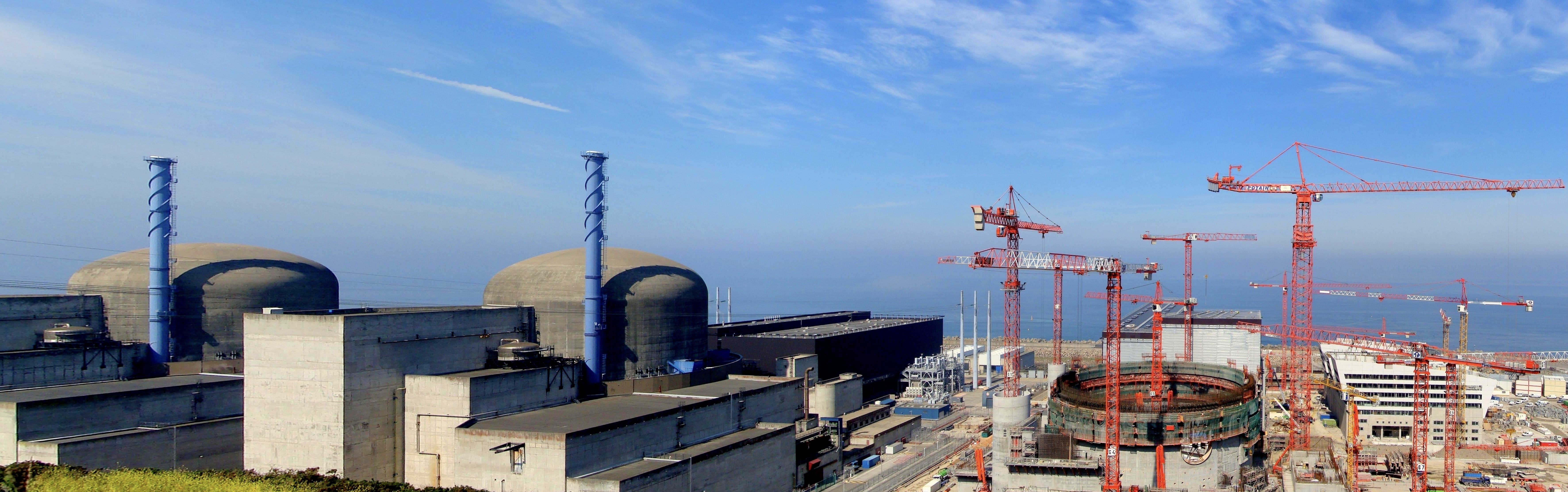
Elektrownia jądrowa Flamanville. Po prawej budowa bloku nr 3 z reaktorem EPR, rok 2010

Elektrownia jądrowa Flamanville (fr. Centrale nucléaire de Flamanville) – czynna francuska elektrownia jądrowa położona koło miejscowości Flamanville, na półwyspie Cotentin nad kanałem La Manche, w regionie Normandia. Elektrownię budowała firma Bouygues, a turbiny dostarczył Alstom.
Elektrownia (nie licząc trwającej budowy bloku nr 3) zatrudnia około 670 osób.
Znajdują się tu 2 reaktory jądrowe typu PWR (ang. Pressurized Water Reactor) o mocy elektrycznej 1300 MW. 

## Nowy reaktor typuEPR
W budowie jest kolejny reaktor typu EPR (ang. European Pressurized Reactor) o mocy elektrycznej 1650 MW. Będzie to pierwszy reaktor tego typu we Francji. Miał on zostać oddany do użytku w roku 2012. W połowie lipca 2013 budynek reaktora został nakryty kopułą bezpieczeństwa, a 7 października 2013 na plac budowy dostarczono zbiornik ciśnieniowy reaktora. W tym czasie prace budowlane były zaawansowane w 95%. 
W lipcu 2010 koncern EdF ogłosił dwuletnie opóźnienie w budowie reaktora oraz 25-procentowy wzrostu kosztów inwestycji – z 4 do 5 mld euro. 3 grudnia 2012 r. EdF ogłosił, że szacunkowe koszty budowy elektrowni wzrosną do 8,5 mld euro, czyli będą ponad 2,5-krotnie wyższe od pierwotnie zakładanych (3,3 mld euro), a zakończenie budowy opóźni się do 2016 roku. We wrześniu 2015 roku koncern EDF ogłosił, że szacunkowe koszty wyniosą 10,5 mld euro (ponad 3-krotny wzrost), a uruchomienie reaktora jest opóźnione do czwartego kwartału 2018 roku. Z kolei w październiku 2019 r. zamawiający określił koszt inwestycji na 12,4 mld euro, podając jednocześnie, że załadunek paliwa nastąpi dopiero pod koniec 2022 roku. W raporcie francuskiego Trybunału Obrachunkowego z lipca 2020 r. całkowity koszt budowy reaktora powinien wynieść 19,1 mld euro, a koszty produkcji energii elektrycznej w bloku 3 oszacowano na 110-120 EUR/MWh.
Pod koniec kwietnia 2024 roku reaktor wciąż nie został oddany do użytku, mimo że data załadunku paliwa ustalona była na 10 kwietnia 2024 r. Budowa trwała 17 lat (zamiast zapowiedzianych 5 lat), a koszt budowy został pomnożony przez 5,6. 

## Reaktory
| Nazwa bloku   | Typ reaktora      | Producent / Dostawca | Właściciel            | Operator              | Rozpoczęcie budowy | Stan krytyczny   | Włącz. do sieci  | Praca komercyjna | Moc elektr. netto (MW) | Moc elektr. brutto (MW) | Moc termiczna (MW) |
| ------------- | ----------------- | -------------------- | --------------------- | --------------------- | ------------------ | ---------------- | ---------------- | ---------------- | ---------------------- | ----------------------- | ------------------ |
| Flamanville-1 | PWR (P4 REP 1300) | Framatome            | Électricité de France | Électricité de France | 1 grudnia 1979     | 29 września 1985 | 4 grudnia 1985   | 1 grudnia 1986   | 1330                   | 1382                    | 3817               |
| Flamanville-2 | PWR (P4 REP 1300) | Framatome            | Électricité de France | Électricité de France | 1 maja 1980        | 12 czerwca 1986  | 18 lipca 1986    | 9 marca 1987     | 1330                   | 1382                    | 3817               |
| Flamanville-3 | PWR (EPR)         | Areva                | Électricité de France | Électricité de France | 3 grudnia 2007     | W trakcie budowy | W trakcie budowy | W trakcie budowy | 1600                   | 1650                    | 4300               |